# Saint-Cannat
Saint-Cannat est une commune française située dans le département des Bouches-du-Rhône, en région Provence-Alpes-Côte d'Azur. 
Ses habitants sont appelés les Saint-Cannadéens ou Saint-Cannadens.

## Géographie
Situé sur la nationale 7 à 17 km de Salon-de-Provence et 17 km du centre-ville d'Aix-en-Provence, le village se trouve à une altitude comprise entre 190 et 230 m. Le nord de la commune est bordé par la chaîne de la Trévaresse, entre 250 et 390 m d'altitude à cet endroit.
Le sud est bordé par la chaîne d'Éguilles et le ruisseau de la Touloubre. Ce ruisseau y coule au pied de son versant nord.
Saint-Cannat est composée de plusieurs quartiers, tels que la Galinette, le Val Dernier, Sainte-Marguerite, Saint-Estève, les Cépages, les Fontaines, les Sources, la Roselière, la Violette, le Deven et beaucoup d'autres.
| Lambesc         |              | Rognes          |
| La Barben       | Saint-Cannat |                 |
| Lançon-Provence | Éguilles     | Aix-en-Provence |

### Climat
Pour des articles plus généraux, voir Climat de Provence-Alpes-Côte d'Azur et Climat des Bouches-du-Rhône.
En 2010, le climat de la commune est de type climat méditerranéen franc, selon une étude du Centre national de la recherche scientifique s'appuyant sur une série de données couvrant la période 1971-2000. En 2020, Météo-France publie une typologie des climats de la France métropolitaine dans laquelle la commune est exposée à un climat méditerranéen et est dans la région climatique  Provence, Languedoc-Roussillon, caractérisée par une pluviométrie faible en été, un très bon ensoleillement (2 600 h/an), un été chaud (21,5 °C), un air très sec en été, sec en toutes saisons, des vents forts (fréquence de 40 à 50 % de vents > 5 m/s) et peu de brouillards. 
Pour la période 1971-2000, la température annuelle moyenne est de 13,9 °C, avec une amplitude thermique annuelle de 16,6 °C. Le cumul annuel moyen de précipitations est de 625 mm, avec 6 jours de précipitations en janvier et 2,1 jours en juillet. Pour la période 1991-2020, la température moyenne annuelle observée sur la station météorologique de Météo-France la plus proche, « Cadenet », sur la commune de Cadenet à 14 km à vol d'oiseau, est de 14,4 °C et le cumul annuel moyen de précipitations est de 703,0 mm. 
La température maximale relevée sur cette station est de 44,3 °C, atteinte le 28 juin 2019 ; la température minimale est de −12,7 °C, atteinte le 12 février 2012,,. 
Les paramètres climatiques de la commune ont été estimés pour le milieu du siècle (2041-2070) selon différents scénarios d'émission de gaz à effet de serre à partir des nouvelles projections climatiques de référence DRIAS-2020. Ils sont consultables sur un site dédié publié par Météo-France en novembre 2022.

## Urbanisme

### Typologie
Au 1er janvier 2024, Saint-Cannat est catégorisée bourg rural, selon la nouvelle grille communale de densité à 7 niveaux définie par l'Insee en 2022.
Elle appartient à l'unité urbaine de Saint-Cannat, une unité urbaine monocommunale constituant une ville isolée,. Par ailleurs la commune fait partie de l'aire d'attraction de Marseille - Aix-en-Provence, dont elle est une commune de la couronne,. Cette aire, qui regroupe 115 communes, est catégorisée dans les aires de 700 000 habitants ou plus (hors Paris),.

### Occupation des sols
L'occupation des sols de la commune, telle qu'elle ressort de la base de données européenne d’occupation biophysique des sols Corine Land Cover (CLC), est marquée par l'importance des territoires agricoles (45,6 % en 2018), en diminution par rapport à 1990 (50,9 %). La répartition détaillée en 2018 est la suivante : 
zones agricoles hétérogènes (16,6 %), forêts (16,2 %), milieux à végétation arbustive et/ou herbacée (15,4 %), cultures permanentes (14,2 %), zones urbanisées (13,7 %), terres arables (12,9 %), espaces ouverts, sans ou avec peu de végétation (8 %), prairies (1,8 %), zones industrielles ou commerciales et réseaux de communication (1,1 %). L'évolution de l’occupation des sols de la commune et de ses infrastructures peut être observée sur les différentes représentations cartographiques du territoire : la carte de Cassini (XVIIIe siècle), la carte d'état-major (1820-1866) et les cartes ou photos aériennes de l'IGN pour la période actuelle (1950 à aujourd'hui).

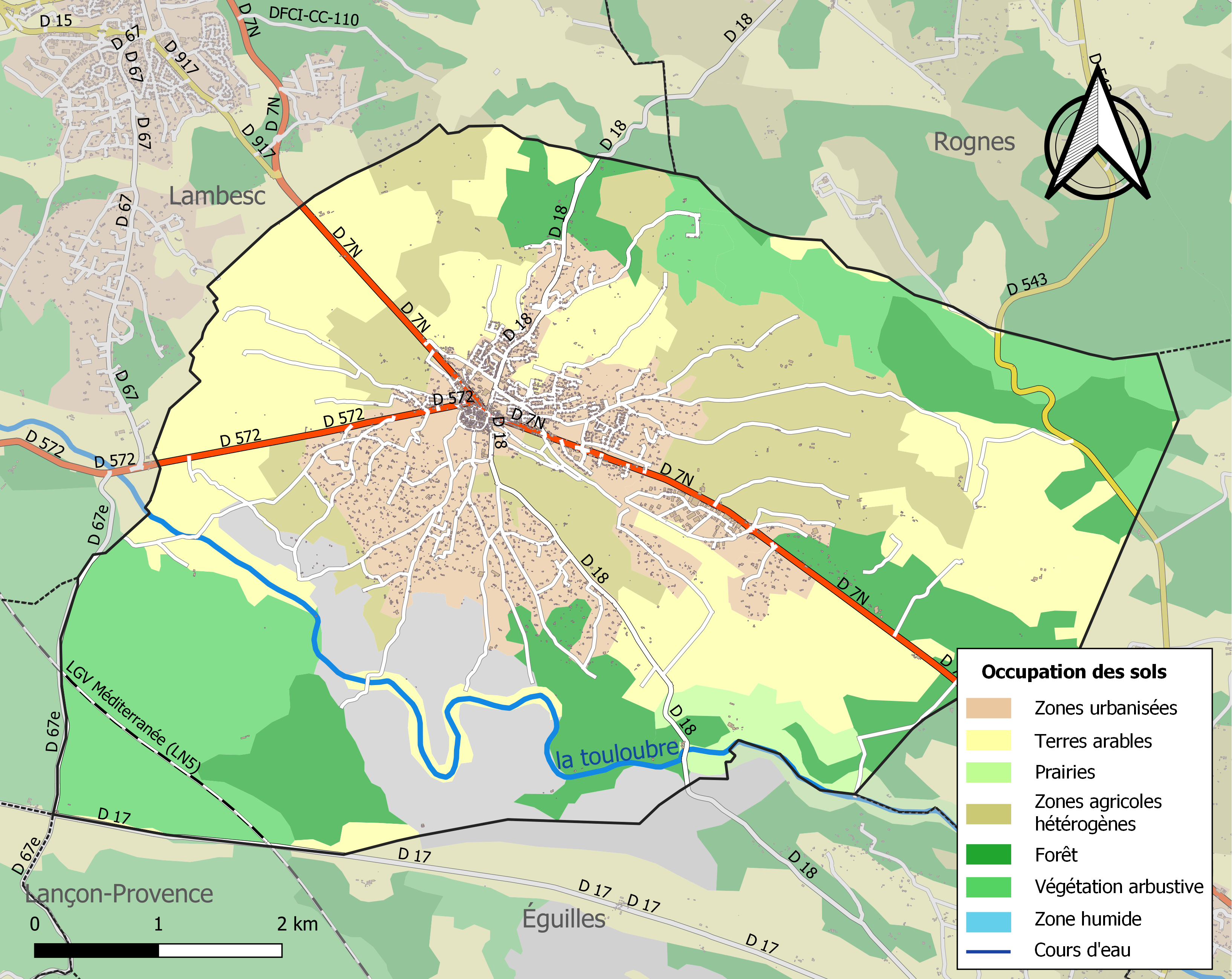
Carte des infrastructures et de l'occupation des sols de la commune en 2018 (CLC).

## Toponymie
Voir Histoire de Saint-Cannat.

## Histoire

### Antiquité
Le village tient son nom de Canus Natus, homme d'église romain du Ve siècle qui deviendra évêque de Marseille. Quelque temps après son enterrement, un hameau voit le jour.

### Moyen Âge
Au XIIe siècle, l'archevêque Pierre inscrit Castrum Santi - Cannati dans un de ses écrits.
La mort de la reine Jeanne Ire ouvre une crise de succession à la tête du comté de Provence, les villes de l’Union d'Aix (1382-1387) soutenant Charles de Duras contre Louis Ier d'Anjou. Le roi de France, Charles VI, intervient et envoie le sénéchal de Beaucaire, Enguerrand d'Eudin, qui fait la conquête de Saint-Cannat à l’été 1383. Lorsque Louis Ier meurt et que sa veuve, Marie de Blois, arrive en Provence pour défendre les droits de son fils Louis II, elle réclame que le sénéchal lui cède la ville, ce qu’il refuse par instruction du roi de France.

### Les Templiers et les Hospitaliers
Au XIIIe siècle, les villageois se rebellent contre leur archevêque et se tournent vers le baron des Baux-de-Provence, puis vers les rois de Sicile (plus exactement, Frederic III d'Aragon et éventuellement Louis XIII). Cependant, ce régime prend fin trois ans plus tard. À la même époque, les Templiers s'établissent en ces lieux.

### Période moderne
Lorsque Jean dit « Le Bâtard d’Anjou », marquis de Pont-à-Mousson et seigneur de Saint-Cannat, fils naturel du bon Roi René d’Anjou, décède, il laisse tous ses droits sur Saint-Cannat en héritage à sa fille, Catherine (alias Marguerite) d’Anjou Saint-Cannat (?-1589). Par son mariage à Marseille, le 17 octobre 1525, avec François de Forbin-Soliers (v.1499-1572), marquis de Soliers, les biens de la petite fille de René reviennent à son époux et à leurs héritiers.
Bernard de Forbin est le dernier seigneur Forbin de Saint-Cannat et de Saint-Rémy. Il teste le 14 août 1646, aliène son fief de Saint-Rémy pour la dot de sa fille Lucrèce de Forbin et vend Saint-Cannat pour la somme de 106 000 livres à Henri de Covet de Marignane (1602-ap.1644), procureur général au parlement d'Aix (1632), baron de Marignane (1638), premier consul d’Aix (1641) et gouverneur de la Tour de Bouc (1644). À la différence des Forbin-Soliers, par incommodité, les nouveaux seigneurs de Saint-Cannat délaissent bien vite l’ancienne maison des seigneurs évêques. Ils édifient le Château-Neuf, vaste bastide accolée à l’ancien rempart, face à la route d’Aix, qu’ils auront à peine le temps d’occuper. En 1715, Joseph-Marie de Covet (1693-1752), fils de Jean-Baptiste II (précédent seigneur de Saint-Cannat) de Diane-Marie Crussol-D’Uzès (?-1707), vend son fief avec le château à peine achevé à un riche négociant et armateur, Jean-Baptiste de Bruny (1665-1723), baron de la Tour d'Aigues.
Par la suite, le fief de Saint-Cannat est dévolu à Véronique  Marie Jeanne Hiéronyme de Bruny (?-1756), dame de Saint-Cannat, mariée, le 3 septembre 1711 à Marseille, à Paul de Suffren (1679-1756), seigneur de Saint-Tropez, premier procureur. À la mort de son père et malgré les protestations de son frère François (1690-1772), Véronique Marie Jeanne Hiéronyme de Bruny de Saint-Cannat (?-1756) revendique l'héritage de Saint-Cannat, appuyée en cela par les Suffren. Le jeune roi de France, Louis XV, statue en 1725 en faveur des Suffren : il fait ériger la seigneurie en marquisat, au profit de Paul de Suffren et de sa descendance.

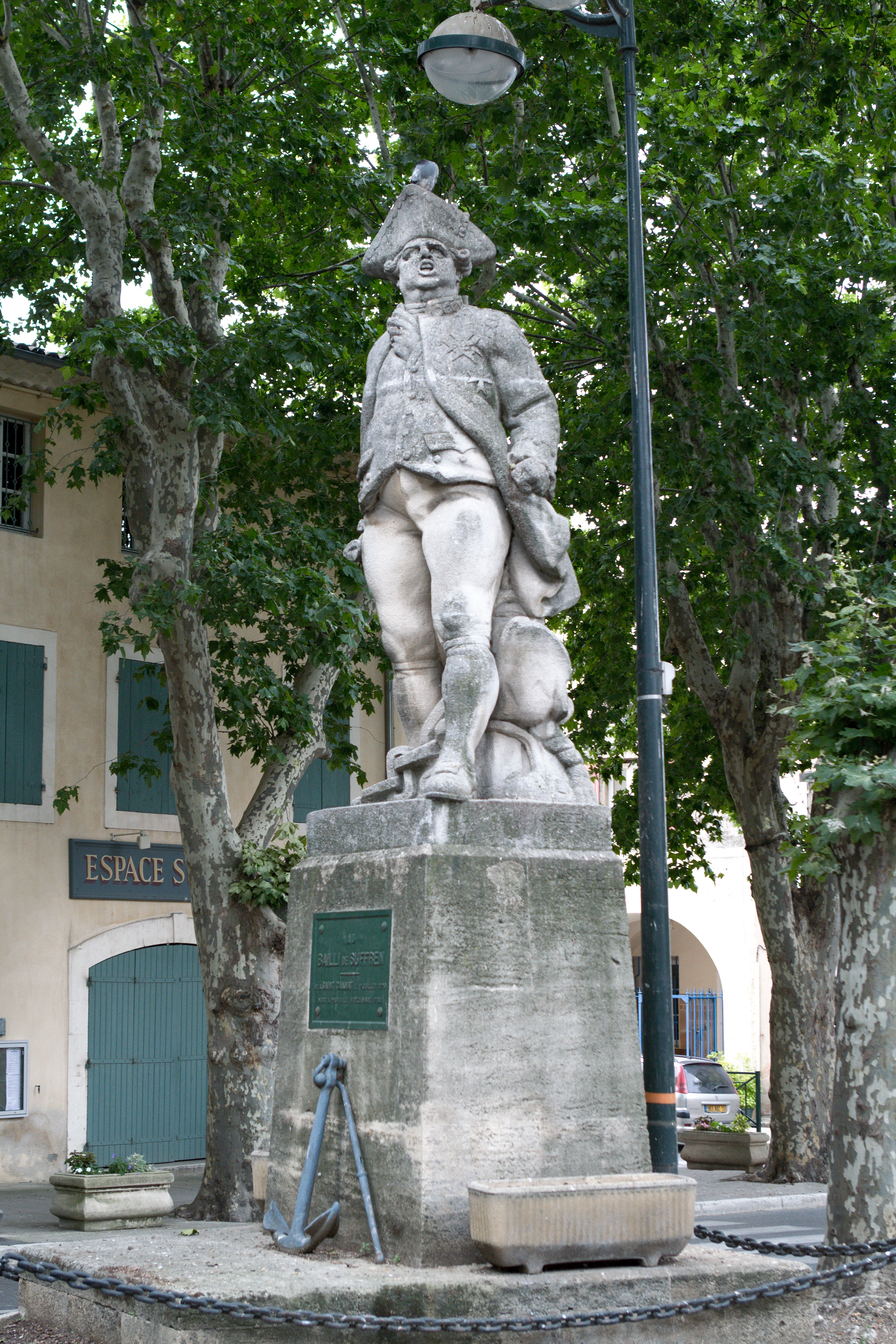
Statue de Pierre André de Suffren à Saint-Cannat.

Né au château de Saint-Cannat, le 17 juillet 1729, Pierre André de Suffren est le deuxième fils de Paul (1679-1756), chevalier, seigneur de Saint-Tropez, de Richebois-Lamole, marquis de Saint-Cannat et de Véronique de Bruny (?-1756). Destiné à une carrière d’armes et bien que n’ayant pas été marquis de Saint-Cannat en lieu et place de son frère, sa vie bien plus prolifique ne peut être ignorée ici. Car Pierre André de Suffren (1729-1788) était un véritable enfant du Pays, Provençal dans tous ses traits de caractère et un citoyen à part entière de Saint-Cannat. Le village demeure depuis et pour longtemps encore lié à l’image du grand  homme, stratège d’exception de la Marine Royale : le Bailli de Suffren.
Les désirs de changements, liés à une situation politique, économique et sociale dramatique, en déliquescence d’une monarchie absolue aux abois, poussent les Saint-Cannadéens à rédiger leur cahier de doléances en vue des États généraux de 1789. Au début, il n'est rien reproché au lieutenant de Dieu sur terre : le roi de France, Louis XVI. Mais il lui est demandé de considérer l’affranchissement de tous les cens et la restitution des tailles avec intérêts pour les biens nobles détenus par un roturier de nature (détenus essentiellement par les Suffren de Saint-Cannat), la vénalité des charges de la magistrature et l’abolition de la dîme. En bref, les Saint-Cannadéens demandent à être affranchis du « cruel esclavage » de leur seigneur, François-Antoine de Suffren (1726-ap.1817), pour n’avoir de seigneur que Sa Majesté.

### Période contemporaine
Vers 1824, le marquis de Suffren, pair de France, vend sa terre de Saint-Cannat à monsieur Tardieu, négociant de Marseille.
Le 11 juin 1909, un terrible tremblement de terre ravage le village, détruisant notamment la chapelle Notre-Dame-de-Vie, l'ancienne maison des Templiers, l'église, de belles maisons Renaissance, les remparts médiévaux et endommage gravement le Château-Neuf, maison natale du bailli de Suffren. Le style architectural sera en partie respecté lors de la reconstruction des maisons du village.
Par ailleurs, les années 1984 et 1994 connaissent de graves inondations, à la suite de violents orages.
En juillet 2017, un important incendie de 800 hectares ravage une partie de la commune.

## Politique et administration

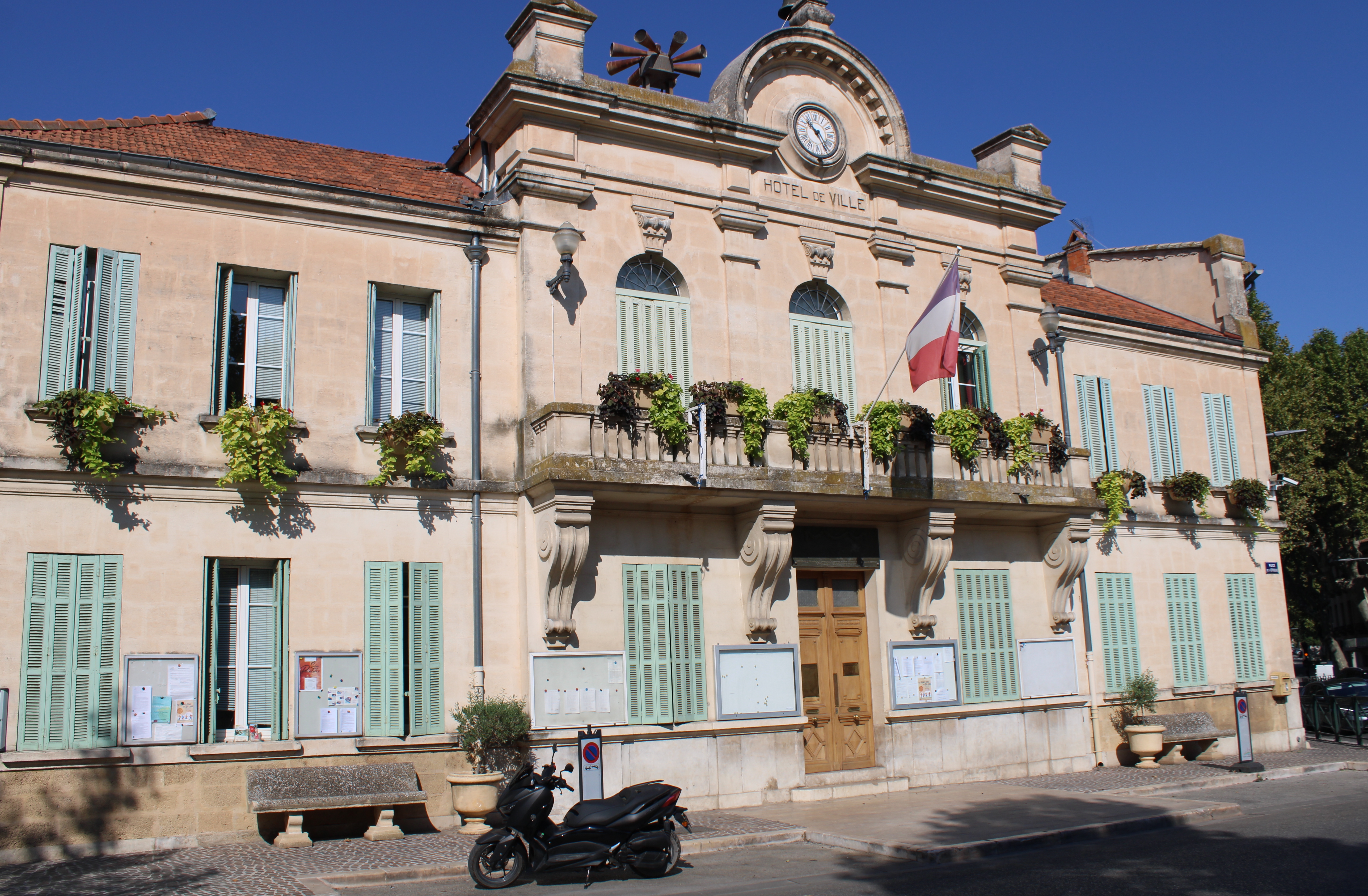
L'Hôtel-de-Ville.

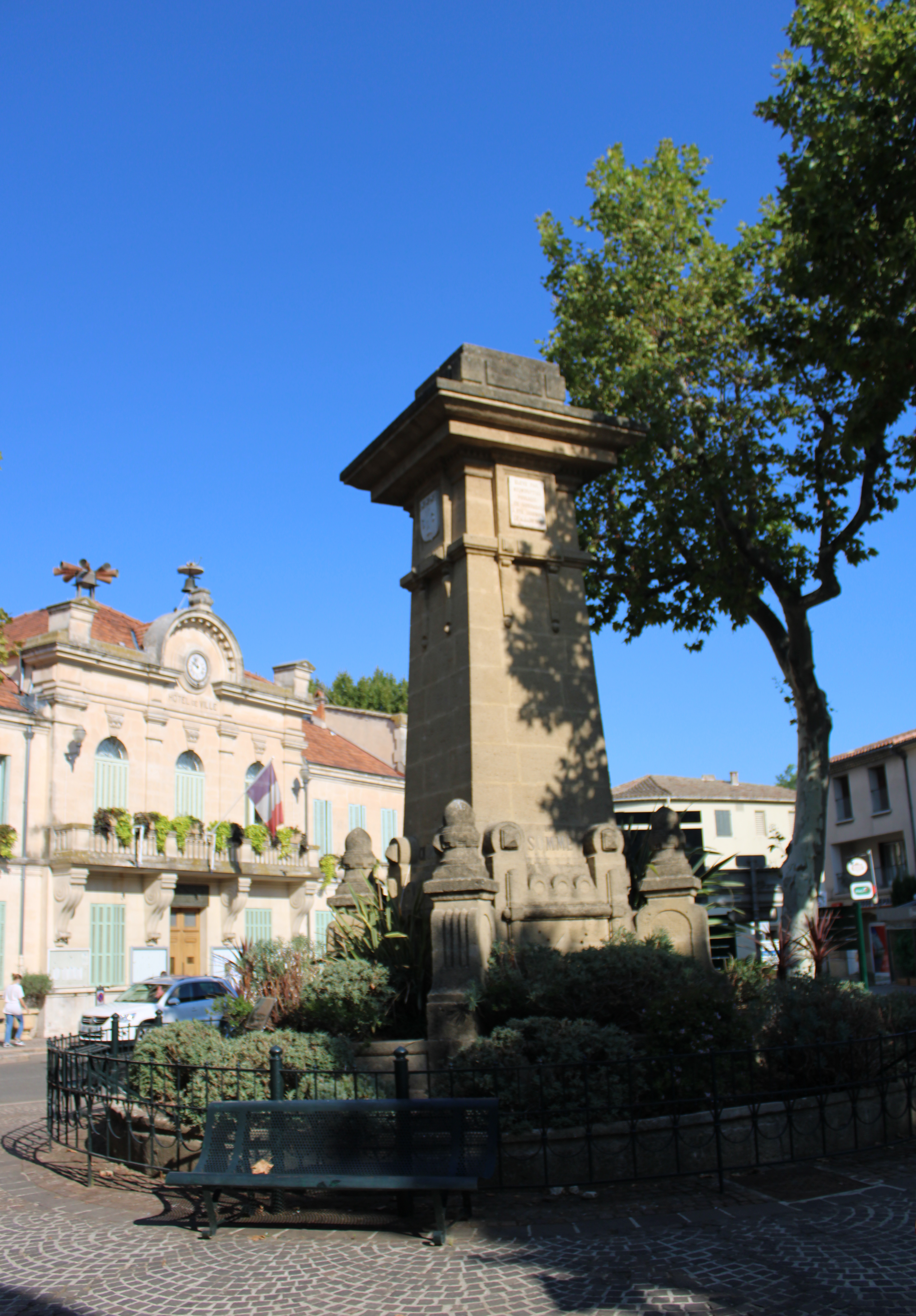
Le monument aux morts.

## Population et société

### Démographie
L'évolution du nombre d'habitants est connue à travers les recensements de la population effectués dans la commune depuis 1793. Pour les communes de moins de 10 000 habitants, une enquête de recensement portant sur toute la population est réalisée tous les cinq ans, les populations de référence des années intermédiaires étant quant à elles estimées par interpolation ou extrapolation. Pour la commune, le premier recensement exhaustif entrant dans le cadre du nouveau dispositif a été réalisé en 2008.

En 2022, la commune comptait 5 877 habitants, en évolution de +5,13 % par rapport à 2016 (Bouches-du-Rhône : +2,48 %, France hors Mayotte : +2,11 %).
| 1793  | 1800  | 1806  | 1821  | 1831  | 1836  | 1841  | 1846  | 1851  |
| ----- | ----- | ----- | ----- | ----- | ----- | ----- | ----- | ----- |
| 1 759 | 2 009 | 1 921 | 1 813 | 1 655 | 1 701 | 1 721 | 1 994 | 2 006 |

| 1856  | 1861  | 1866  | 1872  | 1876  | 1881  | 1886  | 1891  | 1896  |
| ----- | ----- | ----- | ----- | ----- | ----- | ----- | ----- | ----- |
| 1 983 | 1 929 | 1 812 | 1 710 | 1 535 | 1 403 | 1 269 | 1 235 | 1 212 |

| 1901  | 1906  | 1911  | 1921  | 1926  | 1931  | 1936  | 1946  | 1954  |
| ----- | ----- | ----- | ----- | ----- | ----- | ----- | ----- | ----- |
| 1 292 | 1 232 | 1 278 | 1 058 | 1 135 | 1 137 | 1 074 | 1 034 | 1 086 |

| 1962  | 1968  | 1975  | 1982  | 1990  | 1999  | 2006  | 2008  | 2013  |
| ----- | ----- | ----- | ----- | ----- | ----- | ----- | ----- | ----- |
| 1 254 | 1 675 | 1 862 | 2 384 | 3 918 | 4 626 | 5 183 | 5 347 | 5 388 |

| 2018  | 2022  | - | - | - | - | - | - | - |
| ----- | ----- | - | - | - | - | - | - | - |
| 5 678 | 5 877 | - | - | - | - | - | - | - |

### Manifestations culturelles et festivités
Le premier dimanche de septembre est marqué par la fête Notre-Dame qui a lieu depuis 1474. Durant ces festivités se déroulent, entre autres, une fête foraine et une messe, un feu d'artifice, des concerts, des concours de boules, une retraite aux flambeaux dans les rues du village...

## Économie
Saint-Cannat possède entre autres deux pharmacies, quatre bars, boulangeries et coiffeurs, deux alimentations, une boucherie, ainsi que deux fleuristes et une zone d'activités péri-urbaine en développement récent.
L'activité agricole y demeure très vivace, avec notamment une production viticole dont une grande partie est classée en Coteaux d'Aix-en-Provence.
La Cave Coopérative Viticole, créée en 1927, a fusionné en 1998 avec celle de Lambesc, où les viticulteurs coopérateurs conduisent désormais la récolte. La Coopérative a conservé à Saint-Cannat, dans un de ses bâtiments, un caveau de vente des vins et autres denrées et objets.
Cinq domaines viticoles produisent et commercialisent leurs vins en nom propre.

## Culture locale et patrimoine

### Lieux et monuments
- L'église Notre-Dame de la Vie

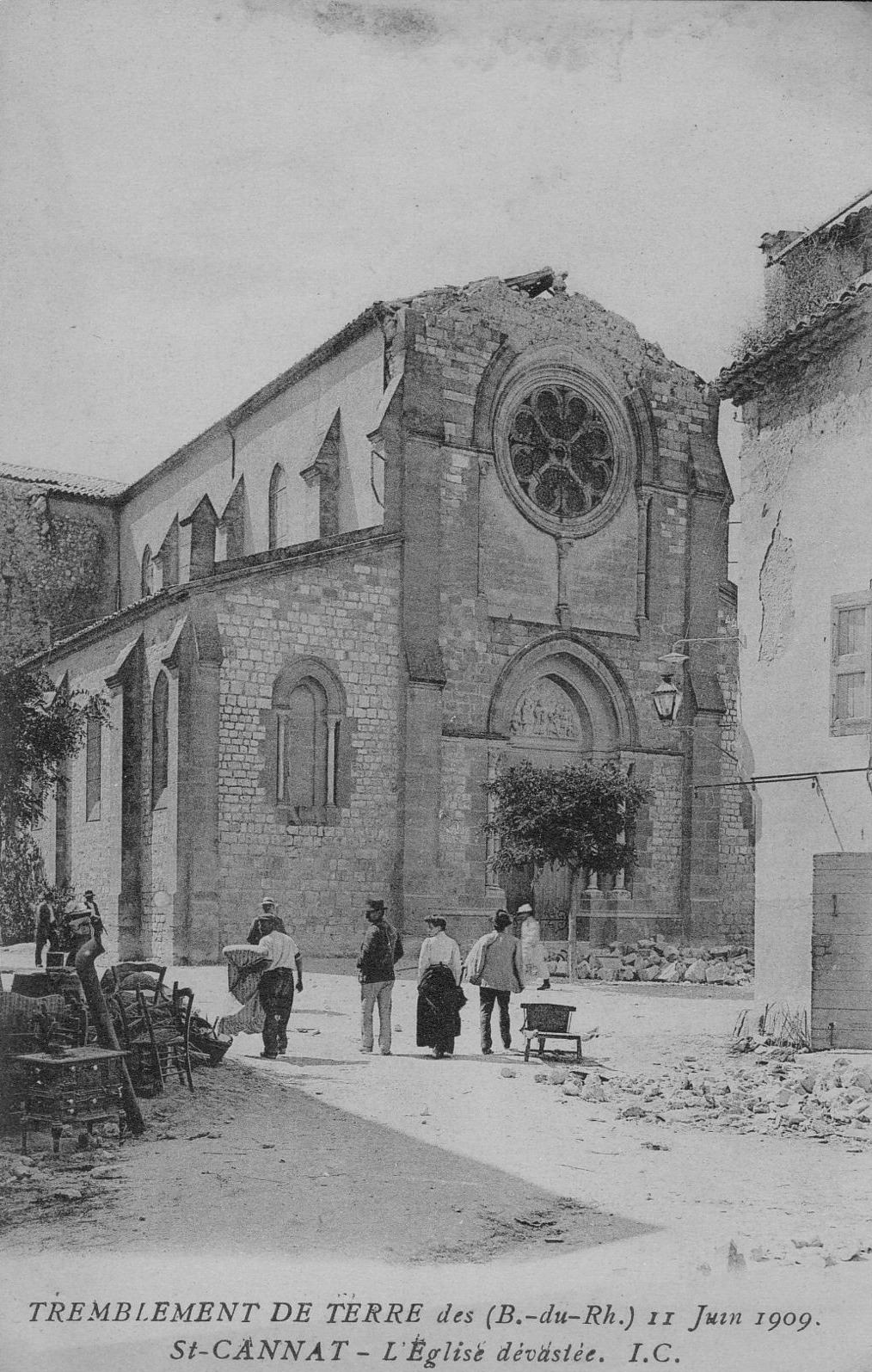
État de l'église de Saint-Cannat après le tremblement de terre de 1909.
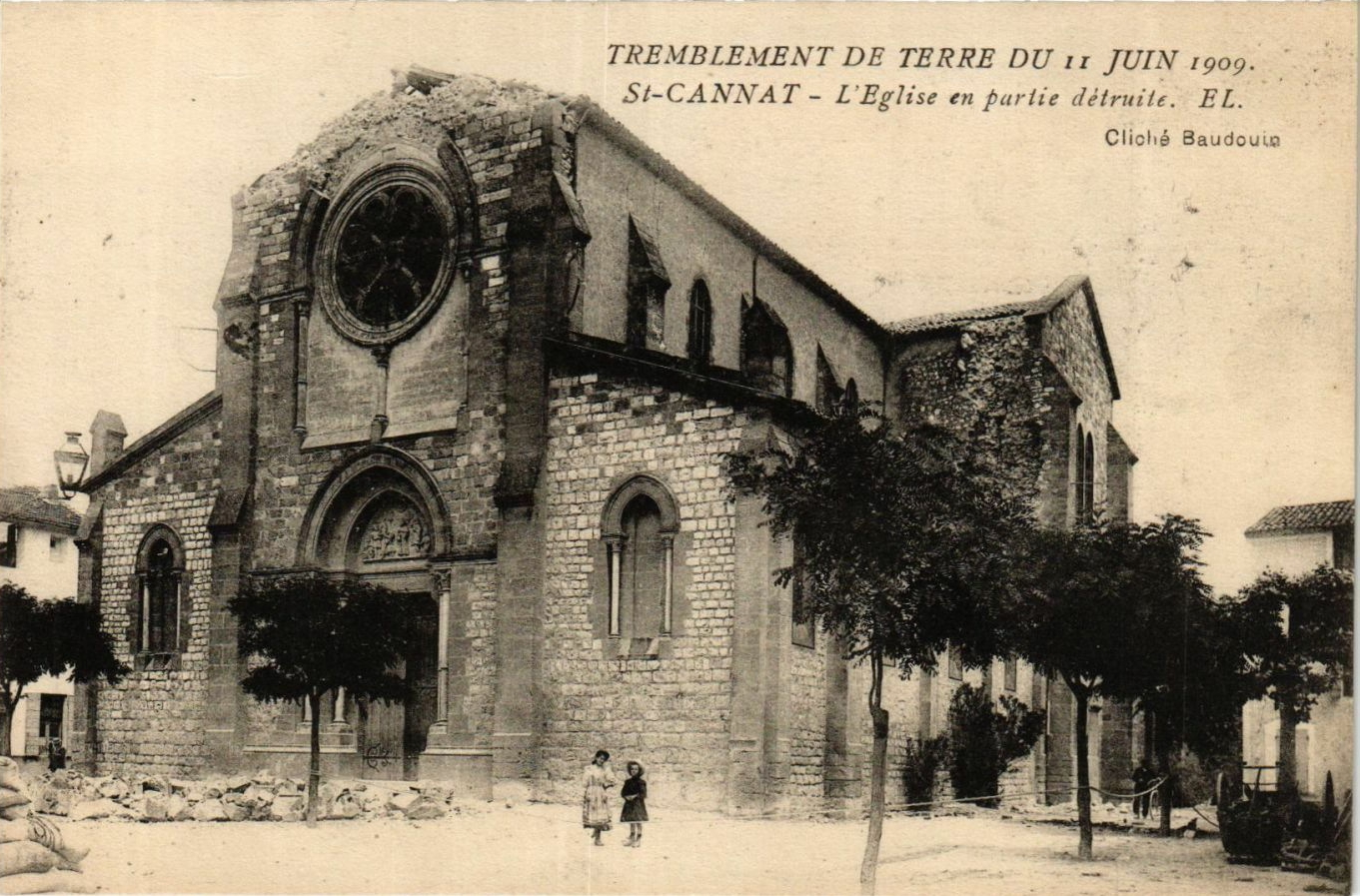
État de l'église de Saint-Cannat après le tremblement de terre de 1909.
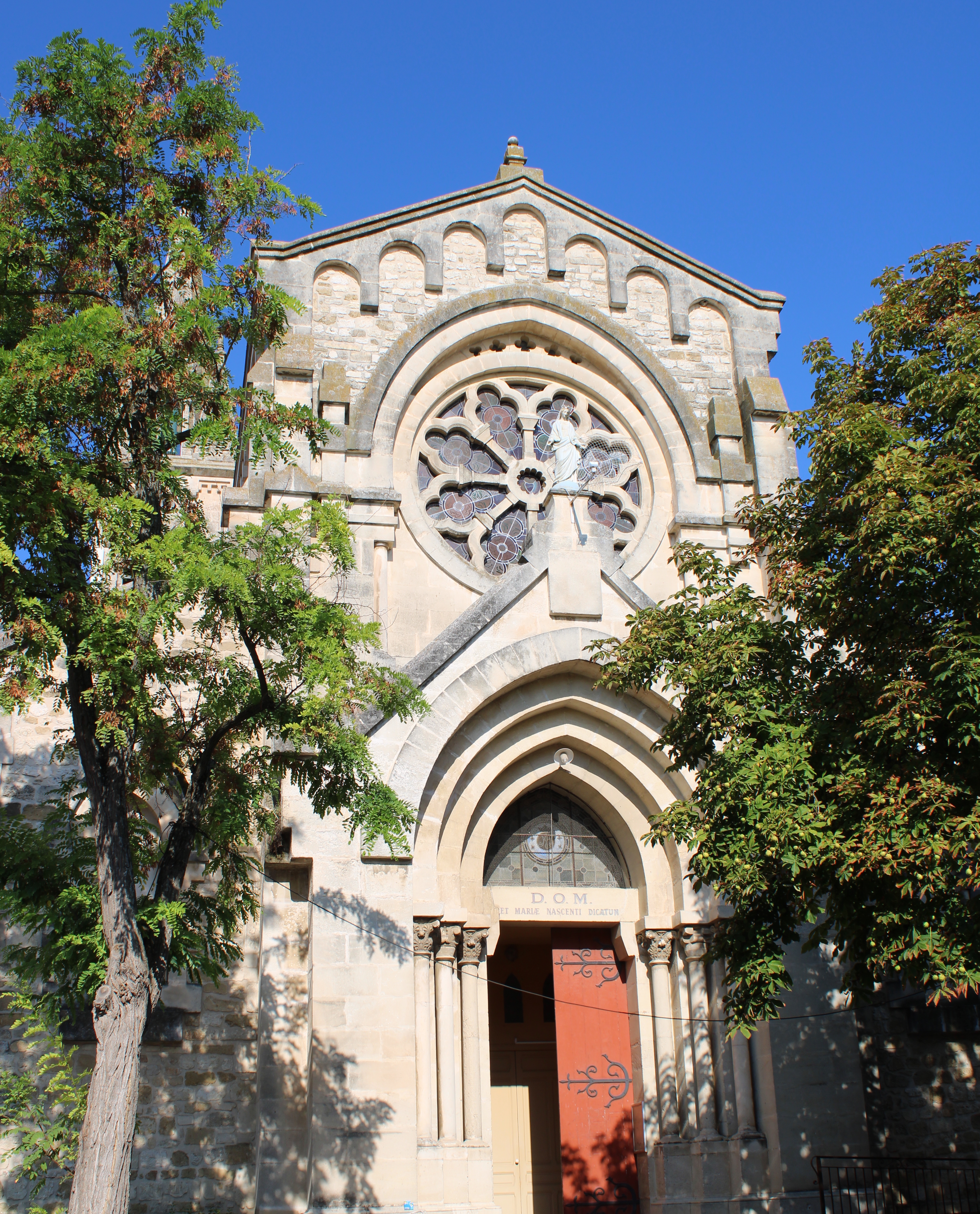
Façade de l'église en 2021.
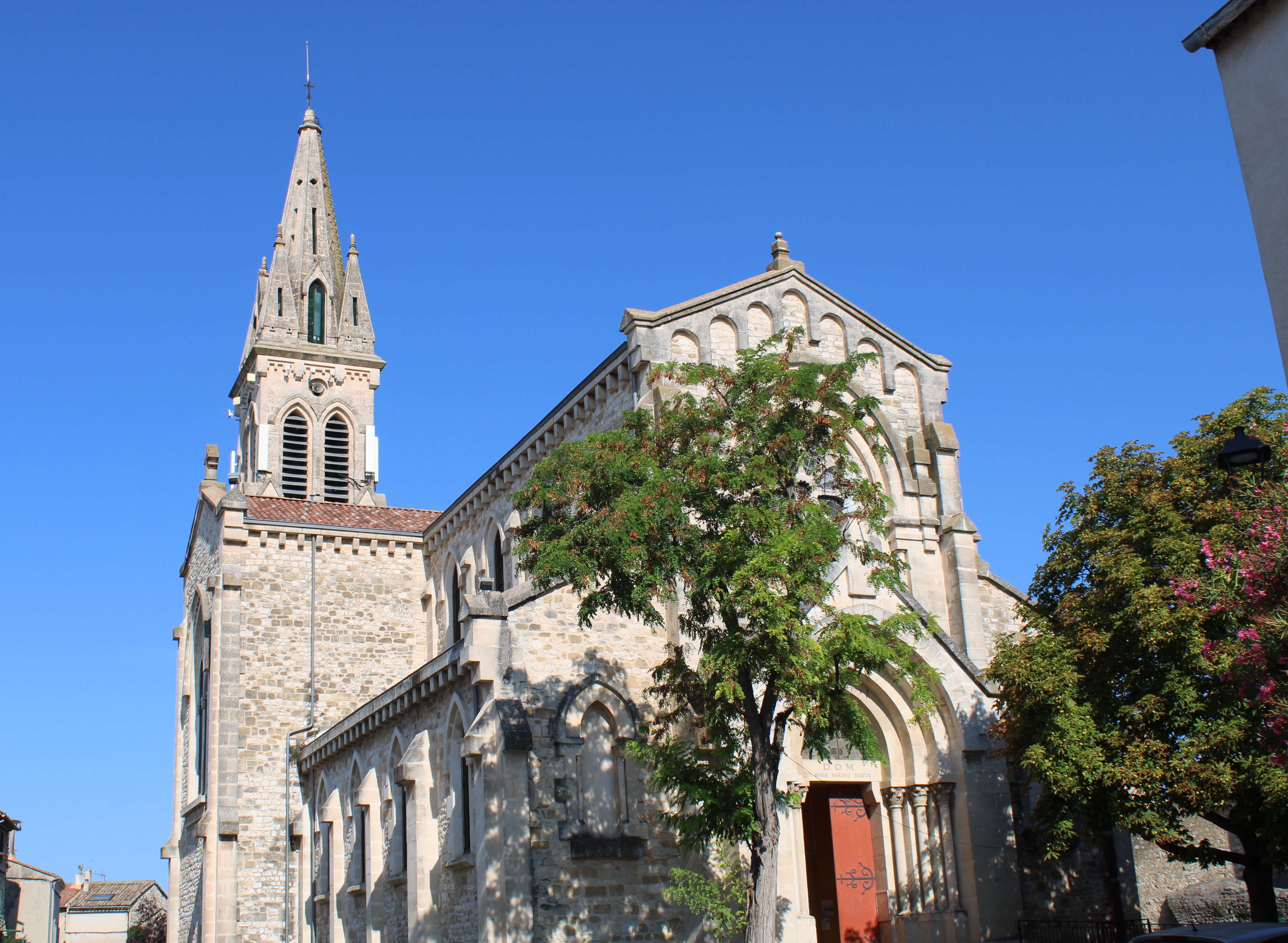
L'église en 2021.

Comme le montrent les deux cartes postales ci-dessus, l'église de Saint-Cannat a  été très endommagée par le tremblement de terre du 11 juin 1909. Il a fallu la raser entièrement. Elle a été reconstruite à partir de 1923 à la même place et consacrée en 1927.
- Les restes de la chapelle Notre-Dame-de-Vie (XIIe siècle) s'inscrivent dans un petit jardin public qui porte son nom. Cette chapelle a été détruite lors du séisme de 1909 en Provence.
- La chapelle Saint-Cannat (XVIIe siècle), édifiée en remerciement au saint de la ville pour avoir sauvegardé la population de la peste de 1629, a été épargnée par le tremblement de terre de 1909.
- Le village possède trois lavoirs et dix fontaines, toutes conservées quasiment dans leur forme d'origine.
- L'actuelle mairie, édifiée en 1930, a remplacé le Château-Neuf, gravement endommagé par le tremblement de terre.

L'ancienne gare a été transformée en école maternelle.
- Le musée Suffren et du Vieux Saint-Cannat, créé en 1949, est installé depuis 2000 dans une ancienne maison de village réhabilitée.
- Le bâtiment principal de l'ancienne Cave coopérative, emblématique de l'architecture rurale du début du XXe siècle, est classé à l'Inventaire Général du Patrimoine Culturel depuis 2005.
- Le Jardin du Dharma très bon est situé sur la commune.

### Personnalités liées à la commune
- Pierre André de Suffren (1729-1788), dit « Le Bailli de Suffren », vice-amiral, bailli de l'Ordre de Saint-Jean de Jérusalem.
- Victor Francen (1888-1977), acteur, il possédait une propriété à Saint-Cannat où il s'était retiré, appelée « La Pastorale ».

### Héraldique
| Armes de Saint-Cannat | Les armes peuvent se blasonner ainsi : D'or à une canne feuillée en forme de palme de sinople, accostée de deux fleurs de lis d'azur. |  |

À cette héraldique traditionnelle est venu s'ajouter un blason modernisé puis, au mois d'août 2009, un nouveau logo pour la ville.

Blason modernisé de Saint-Cannat.
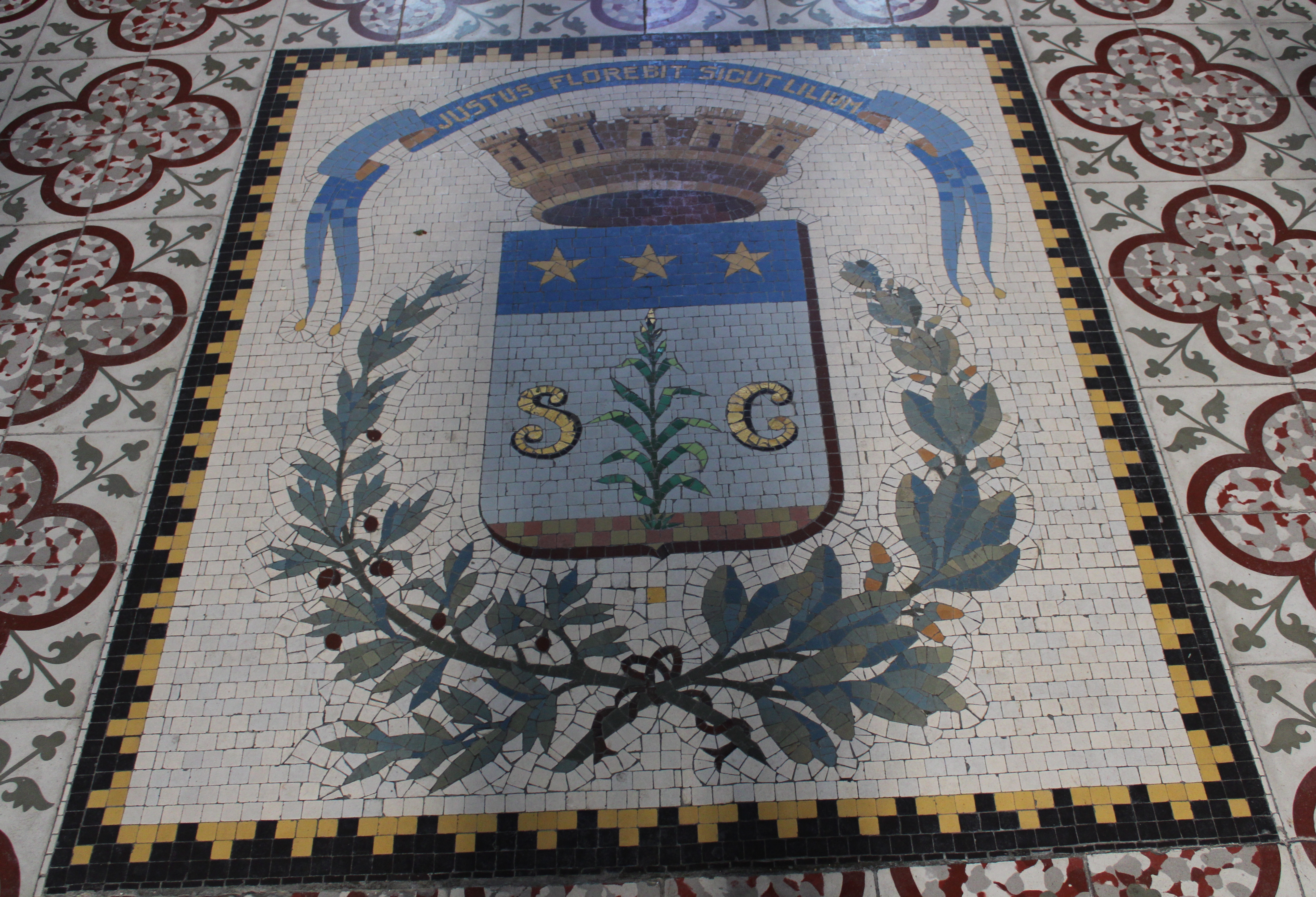
Mosaïque représentant le blason de Saint-Cannat à l'intérieur de l'église.